# 카토 타츠야
카토 타츠야(일본어: 加藤 達也, 1980년 7월 28일 ~ )는 일본의 작곡가이다. 주로 애니메이션의 사운드트랙을 작곡했다.

## 생애
일본 후나바시시에서 태어났다. 도쿄 음악대학을 작곡지휘 전공으로 졸업했다. 사에구사 시에아키, 하네다 켄타로, 핫토리 카츠히사를 사사했다.

## 디스코그래피
| 제목                                          | 연도   |
| --------------------------------------------- | ------ |
| 스파이더 라이다스 ~오라클의 용사들~           | 2006년 |
| 캠퍼                                          | 2009년 |
| 미라클☆트레인                                 | 2009년 |
| 니들리스                                      | 2009년 |
| Phantom Requiem for the Phantom               | 2009년 |
| 성흔의 퀘이사                                 | 2010년 |
| Demon King Daimao                             | 2010년 |
| 그랄 기사단                                   | 2010년 |
| 백화요란 사무라이 걸즈                        | 2010년 |
| +틱 언니                                      | 2011년 |
| 경계선상의 호라이즌                           | 2011년 |
| 캠퍼 für die Liebe                            | 2011년 |
| T.P.사쿠라 〜시공수방위전〜                   | 2011년 |
| 미래일기                                      | 2011년 |
| 성흔의 퀘이사                                 | 2011년 |
| 메다카 박스                                   | 2012년 |
| 캄피오네!                                     | 2012년 |
| 경계선상의 호라이즌 II                        | 2012년 |
| Medaka Box Abnormal                           | 2012년 |
| 백화요란 사무라이 브라이드                    | 2013년 |
| Fate/kaleid liner 프리즈마☆이리야             | 2013년 |
| Free!                                         | 2013년 |
| Day Break Illusion                            | 2013년 |
| Gingitsune                                    | 2013년 |
| 버디 컴플렉스                                 | 2014년 |
| 세계정복 ~모략의 즈베즈다~                    | 2014년 |
| Fate/kaleid liner 프리즈마☆이리야 2wei! herz! | 2014년 |
| Free! -Eternal Summer-                        | 2014년 |
| 천체의 메소드                                 | 2014년 |
| 밤의 얏타맨                                   | 2015년 |
| 식극의 소마                                   | 2015년 |
| 나가토 유키짱의 소실                          | 2015년 |
| 코멧 루시퍼                                   | 2015년 |
| 럭 앤 로직                                    | 2016년 |
| 식극의 소마 2기                               | 2016년 |